# کوپا ایتالیا
کوپا ایتالیا (به ایتالیایی: Coppa Italia) یا جام حذفی فوتبال ایتالیا رقابتی است که از سال ۱۹۲۲ کلید خورد و دومین دوره آن (آغاز برگزاری مستمر) ۱۹۳۶ برگزار شد. یوونتوس با ۱۵ عنوان قهرمانی پرافتخارترین تیم این رقابت‌هاست. اینتر میلان و آ.اس. رم با ۹ قهرمانی نزدیک‌ترین تعقیب کننده‌های یوونتوس در این جام هستند.
هر تیمی که بتواند به رکورد ده قهرمانی در این رقابت‌ها دست پیدا کند به جایزه ستاره نقره‌ای دست پیدا خواهد کرد و در مسابقات آتی با ستاره‌ای نقره‌ای بر پیراهن خود شرکت خواهد کرد. یوونتوس که از سال ۱۹۹۵ توانسته بود سه مرتبه در فینال رقابت‌ها حضور یابد، در هر سه فینال شکست خورده بود. سرانجام در فینال سال ۲۰۱۵ با شکست لاتزیو به ناکامی بیست ساله خود پایان داد و به اولین تیمی در تاریخ فوتبال ایتالیا تبدیل شد که توانست ستاره نقره‌ای را کسب کند.

## برندگان سالانه
| سال     | قهرمان (تعداد کل قهرمانی) | نایب قهرمان (تعداد کل نایب قهرمانی) | تیم‌های دیگر نیمه نهایی (تعداد کل حضور در نیمه نهایی) |
| ------- | ------------------------- | ----------------------------------- | ---------------------------------------------------- |
| ۱۹۲۲    | وادو (۱)                  | اودینزه (۱)                         | (۱) Libertas Firenze و لوچسه (۱)                     |
| ۱۹۳۵–۳۶ | تورینو (۱)                | آلساندریا (۱)                       | میلان (۱) و فیورنتینا (۱)                            |
| ۱۹۳۶–۳۷ | جنوا (۱)                  | رم (۱)                              | میلان (۲) و اینترمیلان (۱)                           |
| ۱۹۳۷–۳۸ | یوونتوس (۱)               | تورینو (۱)                          | میلان (۳) و اینترمیلان (۲)                           |
| ۱۹۳۸–۳۹ | اینترمیلان (۱)            | نوارا (۱)                           | میلان (۴) و جنوا (۲)                                 |
| ۱۹۳۹–۴۰ | فیورنتینا (۱)             | جنوا (۲)                            | یوونتوس (۲) و باری (۱)                               |
| ۱۹۴۰–۴۱ | ونتزیا (۱)                | رم (۲)                              | تورینو (۳) و لاتزیو (۱)                              |
| ۱۹۴۱–۴۲ | یوونتوس (۲)               | آ.ث. میلان (۱)                      | ونتزیا (۲) و مودنا (۱)                               |
| ۱۹۴۲–۴۳ | تورینو (۲)                | ونتزیا (۱)                          | جنوا (۴) و رم (۳)                                    |
| ۱۹۵۸    | لاتزیو (۱)                | فیورنتینا (۱)                       | یوونتوس (۴) و بولونیا (۱)                            |
| ۱۹۵۸–۵۹ | یوونتوس (۳)               | اینترمیلان (۱)                      | جنوا (۵) و ونتزیا (۴)                                |
| ۱۹۵۹–۶۰ | یوونتوس (۴)               | فیورنتینا (۲)                       | تورینو (۵) و لاتزیو (۳)                              |
| ۱۹۶۰–۶۱ | فیورنتینا (۲)             | لاتزیو (۱)                          | یوونتوس (۷) و تورینو (۶)                             |
| ۱۹۶۱–۶۲ | ناپولی (۱)                | اسپال (۱)                           | یوونتوس (۸) و مانتوا (۱)                             |
| ۱۹۶۲–۶۳ | آتالانتا (۱)              | تورینو (۲)                          | هلاس ورونا (۱) و باری (۲)                            |
| ۱۹۶۳–۶۴ | رم (۱)                    | تورینو (۳)                          | یوونتوس (۹) و فیورنتینا (۶)                          |
| ۱۹۶۴–۶۵ | یوونتوس (۵)               | اینترمیلان (۲)                      | رم (۵) و تورینو (۹)                                  |
| ۱۹۶۵–۶۶ | فیورنتینا (۳)             | کاتانزارو (۱)                       | یوونتوس (۱۱) و اینترمیلان (۶)                        |
| ۱۹۶۶–۶۷ | میلان (۱)                 | پادوا (۱)                           | یوونتوس (۱۲) و اینترمیلان (۷)                        |
| ۱۹۶۷–۶۸ | تورینو (۳)                | میلان (۲)                           | بولونیا (۲) و اینترمیلان (۸)                         |
| ۱۹۶۸–۶۹ | رم (۲)                    | کالیاری (۱)                         | فوجا (۱) و تورینو (۱۱)                               |
| ۱۹۶۹–۷۰ | بولونیا (۱)               | تورینو (۴)                          | کالیاری (۲) و وارزه (۱)                              |
| ۱۹۷۰–۷۱ | تورینو (۴)                | میلان (۳)                           | فیورنتینا (۸) و ناپولی (۲)                           |
| ۱۹۷۱–۷۲ | میلان (۲)                 | ناپولی (۱)                          | فیورنتینا (۹) و تورینو (۱۴)                          |
| ۱۹۷۲–۷۳ | میلان (۳)                 | یوونتوس (۱)                         | اینترمیلان (۹) و آتالانتا (۲)                        |
| ۱۹۷۳–۷۴ | بولونیا (۲)               | پالرمو (۱)                          | یوونتوس (۱۴) و اینترمیلان (۱۰)                       |
| ۱۹۷۴–۷۵ | فیورنتینا (۴)             | میلان (۴)                           | یوونتوس (۱۵) و تورینو (۱۵)                           |
| ۱۹۷۵–۷۶ | ناپولی (۲)                | هلاس ورونا (۱)                      | فیورنتینا (۱۱) و اینترمیلان (۱۱)                     |
| ۱۹۷۶–۷۷ | آ.ث. میلان (۴)            | اینترمیلان (۳)                      | یوونتوس (۱۶) و بولونیا (۵)                           |
| ۱۹۷۷–۷۸ | اینترمیلان (۲)            | ناپولی (۲)                          | فیورنتینا (۱۲) و میلان (۱۳)                          |
| ۱۹۷۸–۷۹ | یوونتوس (۶)               | پالرمو (۲)                          | ناپولی (۶) و کاتانزارو (۲)                           |
| ۱۹۷۹–۸۰ | رم (۳)                    | تورینو (۵)                          | یوونتوس (۱۸) و ترنانا (۱)                            |
| ۱۹۸۰–۸۱ | رم (۴)                    | تورینو (۶)                          | یوونتوس (۱۹) و بولونیا (۶)                           |
| ۱۹۸۱–۸۲ | اینترمیلان (۳)            | تورینو (۷)                          | سمپدوریا (۱) و کاتانزارو (۳)                         |
| ۱۹۸۲–۸۳ | یوونتوس (۷)               | هلاس ورونا (۲)                      | تورینو (۱۹) و اینترمیلان (۱۵)                        |
| ۱۹۸۳–۸۴ | رم (۵)                    | هلاس ورونا (۳)                      | تورینو (۲۰) و باری (۳)                               |
| ۱۹۸۴–۸۵ | سمپدوریا (۱)              | میلان (۵)                           | اینترمیلان (۱۶) و فیورنتینا (۱۳)                     |
| ۱۹۸۵–۸۶ | رم (۶)                    | سمپدوریا (۱)                        | کومو (۱) و فیورنتینا (۱۴)                            |
| ۱۹۸۶–۸۷ | ناپولی (۳)                | آتالانتا (۱)                        | کالیاری (۲) و کرمونزه (۱)                            |
| ۱۹۸۷–۸۸ | سمپدوریا (۲)              | تورینو (۸)                          | اینترمیلان (۱۷) و یوونتوس (۲۱)                       |
| ۱۹۸۸–۸۹ | سمپدوریا (۳)              | ناپولی (۳)                          | آتالانتا (۴) و پیزا (۱)                              |
| ۱۹۸۹–۹۰ | یوونتوس (۸)               | میلان (۶)                           | ناپولی (۸) و رم (۱۲)                                 |
| ۱۹۹۰–۹۱ | رم (۷)                    | سمپدوریا (۲)                        | ناپولی (۹) و میلان (۱۶)                              |
| ۱۹۹۱–۹۲ | پارما (۱)                 | یوونتوس (۲)                         | سمپدوریا (۷) و میلان (۱۷)                            |
| ۱۹۹۲–۹۳ | تورینو (۵)                | رم (۳)                              | یوونتوس (۲۴) و میلان (۱۸)                            |
| ۱۹۹۳–۹۴ | سمپدوریا (۴)              | آنکونا (۱)                          | تورینو (۲۳) و پارما (۲)                              |
| ۱۹۹۴–۹۵ | یوونتوس (۹)               | پارما (۱)                           | لاتزیو (۵) و فوجا (۲)                                |
| ۱۹۹۵–۹۶ | فیورنتینا (۵)             | آتالانتا (۲)                        | اینترمیلان (۱۸) و بولونیا (۷)                        |
| ۱۹۹۶–۹۷ | ویچنزا (۱)                | ناپولی (۴)                          | اینترمیلان (۱۹) و بولونیا (۸)                        |
| ۱۹۹۷–۹۸ | لاتزیو (۲)                | آ.ث. میلان (۷)                      | یوونتوس (۲۶) و پارما (۴)                             |
| ۱۹۹۸–۹۹ | پارما (۲)                 | فیورنتینا (۳)                       | اینترمیلان (۲۰) و بولونیا (۹)                        |
| ۱۹۹۹–۰۰ | لاتزیو (۳)                | اینترمیلان (۴)                      | ونتزیا (۵) و کالیاری (۴)                             |
| ۲۰۰۰–۰۱ | فیورنتینا (۶)             | پارما (۲)                           | میلان (۲۰) و اودینزه (۲)                             |
| ۲۰۰۱–۰۲ | پارما (۳)                 | یوونتوس (۳)                         | میلان (۲۱) و برشا (۱)                                |
| ۲۰۰۲–۰۳ | میلان (۵)                 | رم (۴)                              | لاتزیو (۸) و پروجا (۱)                               |
| ۲۰۰۳–۰۴ | لاتزیو (۴)                | یوونتوس (۴)                         | میلان (۲۳) و اینترمیلان (۲۲)                         |
| ۲۰۰۴–۰۵ | اینترمیلان (۴)            | رم (۵)                              | اودینزه (۳) و کالیاری (۵)                            |
| ۲۰۰۵–۰۶ | اینترمیلان (۵)            | رم (۶)                              | اودینزه (۴) و پالرمو (۳)                             |
| ۲۰۰۶–۰۷ | رم (۸)                    | اینترمیلان (۵)                      | میلان (۲۴) و سمپدوریا (۹)                            |
| ۲۰۰۷–۰۸ | رم (۹)                    | اینترمیلان (۶)                      | لاتزیو (۱۰) و کاتانیا (۱)                            |
| ۲۰۰۸–۰۹ | لاتزیو (۵)                | سمپدوریا (۳)                        | اینترمیلان (۲۷) و یوونتوس (۲۹)                       |
| ۲۰۰۹–۱۰ | اینترمیلان (۶)            | رم (۷)                              | اودینزه (۵) و فیورنتینا (۱۸)                         |
| ۲۰۱۰–۱۱ | اینترمیلان (۷)            | پالرمو (۳)                          | میلان (۲۵) و رم (۲۱)                                 |
| ۲۰۱۱–۱۲ | ناپولی (۴)                | یوونتوس (۵)                         | میلان (۲۶) و سیه‌نا (۱)                               |
| ۲۰۱۲–۱۳ | لاتزیو (۶)                | رم (۸)                              | اینترمیلان (۳۰) و یوونتوس (۳۱)                       |
| ۲۰۱۳–۱۴ | ناپولی (۵)                | فیورنتینا (۴)                       | رم (۲۲) و اودینزه (۶)                                |
| ۲۰۱۴–۱۵ | یوونتوس (۱۰)              | لاتزیو (۸)                          | فیورنتینا (۱۹) و ناپولی (۱۳)                         |
| ۲۰۱۵–۱۶ | یوونتوس (۱۱)              | میلان (۸)                           | اینتر میلان (۳۱) و آلساندریا (۱)                     |
| ۱۷–۲۰۱۶ | یوونتوس (۱۲)              | لاتزیو (۹)                          | ناپولی (۱۴) و رم (۲۳)                                |
| ۱۸–۲۰۱۷ | یوونتوس (۱۳)              | میلان (۹)                           | آتالانتا (۶) و لاتزیو (۱۵)                           |
| ۱۹–۲۰۱۸ | لاتزیو (۷)                | آتالانتا (۳)                        | فیورنتینا (۲۰) و میلان (۲۹)                          |
| ۲۰–۲۰۱۹ | ناپولی (۶)                | یوونتوس (۶)                         | اینتر میلان (۳۲) و میلان (۳۰)                        |
| ۲۱–۲۰۲۰ | یوونتوس (۱۴)              | آتالانتا (۴)                        | اینتر میلان (۳۳) و ناپولی (۱۶)                       |
| ۲۲–۲۰۲۱ | اینتر میلان (۸)           | یوونتوس (۷)                         | میلان (۳۱) و فیورنتینا (۲۱)                          |
| ۲۳–۲۰۲۲ | اینتر میلان (۹)           | فیورنتینا (۵)                       | یوونتوس (۳۹) و کرمونزه (۲)                           |
| ۲۴–۲۰۲۳ | یوونتوس (۱۵)              | آتالانتا (۵)                        | لاتزیو (۱۷) و فیورنتینا (۲۳)                         |
| ۲۵–۲۰۲۴ | بولونیا (۳)               | میلان (۱۰)                          | اینتر میلان (۳۴) و امپولی (۱)                        |

## آمار بر پایه باشگاه

وصلهٔ کوکاردا (این لوگو، به مدت یک فصل بر روی پیراهن تیم قهرمان جام حذفی ایتالیا، قرار می‌گیرد)

### قهرمانی
| باشگاه      | قهرمانی | سال‌ها                                                                                    |
| ----------- | ------- | ---------------------------------------------------------------------------------------- |
| یوونتوس     | ۱۵      | ۱۹۳۸، ۱۹۴۲، ۱۹۵۹، ۱۹۶۰، ۱۹۶۵، ۱۹۷۹، ۱۹۸۳، ۱۹۹۰، ۱۹۹۵، ۲۰۱۵، ۲۰۱۶، ۲۰۱۷، ۲۰۱۸، ۲۰۲۱، ۲۰۲۴ |
| آ.اس. رم    | ۹       | ۱۹۶۴، ۱۹۶۹، ۱۹۸۰، ۱۹۸۱، ۱۹۸۴، ۱۹۸۶، ۱۹۹۱، ۲۰۰۷، ۲۰۰۸                                     |
| اینتر میلان | ۹       | ۱۹۳۹، ۱۹۷۸، ۱۹۸۲، ۲۰۰۵، ۲۰۰۶، ۲۰۱۰، ۲۰۱۱، ۲۰۲۲ ،۲۰۲۳                                     |
| لاتزیو      | ۷       | ۱۹۵۸، ۱۹۹۸، ۲۰۰۰، ۲۰۰۴، ۲۰۰۹، ۲۰۱۳، ۲۰۱۹                                                 |
| فیورنتینا   | ۶       | ۱۹۴۰، ۱۹۶۱، ۱۹۶۶، ۱۹۷۵، ۱۹۹۶، ۲۰۰۱                                                       |
| ناپولی      | ۶       | ۱۹۶۲، ۱۹۷۶، ۱۹۸۷، ۲۰۱۲، ۲۰۱۴، ۲۰۲۰                                                       |
| تورینو      | ۵       | ۱۹۳۶، ۱۹۴۳، ۱۹۶۸، ۱۹۷۱، ۱۹۹۳                                                             |
| آ.ث. میلان  | ۵       | ۱۹۶۷، ۱۹۷۲، ۱۹۷۳، ۱۹۷۷، ۲۰۰۳                                                             |
| سمپدوریا    | ۴       | ۱۹۸۵، ۱۹۸۸، ۱۹۸۹، ۱۹۹۴                                                                   |
| پارما       | ۳       | ۱۹۹۲، ۱۹۹۹، ۲۰۰۲                                                                         |
| بولونیا     | ۳       | ۱۹۷۰، ۱۹۷۴، ۲۰۲۵                                                                         |
| جنوا        | ۱       | ۱۹۳۷                                                                                     |
| ونتزیا      | ۱       | ۱۹۴۱                                                                                     |
| آتالانتا    | ۱       | ۱۹۶۳                                                                                     |
| ویچنزا      | ۱       | ۱۹۹۷                                                                                     |
| وادو        | ۱       | ۱۹۲۲                                                                                     |
| مجموع       | ۷۶      |                                                                                          |

### فینال‌ها
پررنگ نشان‌دهنده سال قهرمانی است.
| تیم         | تعداد | سال‌ها |
| ----------- | ----- | --- |
| یوونتوس     | ۲۲    | ۱۹۳۸، ۱۹۴۲، ۱۹۵۹، ۱۹۶۰، ۱۹۶۵، ۱۹۷۳، ۱۹۷۹، ۱۹۸۳، ۱۹۹۰، ۱۹۹۲، ۱۹۹۵، ۲۰۰۲، ۲۰۰۴، ۲۰۱۲، ۲۰۱۵، ۲۰۱۶، ۲۰۱۷، ۲۰۱۸، ۲۰۲۰، ۲۰۲۱، ۲۰۲۲، ۲۰۲۴ |
| رم          | ۱۷    | ۱۹۳۷، ۱۹۴۱، ۱۹۶۴، ۱۹۶۹، ۱۹۸۰، ۱۹۸۱، ۱۹۸۴، ۱۹۸۶، ۱۹۹۱، ۱۹۹۳، ۲۰۰۳، ۲۰۰۵، ۲۰۰۶، ۲۰۰۷، ۲۰۰۸، ۲۰۱۰، ۲۰۱۳                               |
| اینتر میلان | ۱۵    | ۱۹۳۹، ۱۹۵۹، ۱۹۶۵، ۱۹۷۷، ۱۹۷۸، ۱۹۸۲، ۲۰۰۰، ۲۰۰۵، ۲۰۰۶، ۲۰۰۷، ۲۰۰۸، ۲۰۱۰، ۲۰۱۱، ۲۰۲۲، ۲۰۲۳                                           |
| میلان       | ۱۵    | ۱۹۴۲، ۱۹۶۷، ۱۹۶۸، ۱۹۷۱، ۱۹۷۲، ۱۹۷۳، ۱۹۷۵، ۱۹۷۷، ۱۹۸۵، ۱۹۹۰، ۱۹۹۸، ۲۰۰۳، ۲۰۱۶، ۲۰۱۸، ۲۰۲۵                                           |
| تورینو      | ۱۳    | ۱۹۳۶، ۱۹۳۸، ۱۹۴۳، ۱۹۶۳، ۱۹۶۴، ۱۹۶۸، ۱۹۷۰، ۱۹۷۱، ۱۹۸۰، ۱۹۸۱، ۱۹۸۲، ۱۹۸۸، ۱۹۹۳                                                       |
| فیورنتینا   | ۱۱    | ۱۹۴۰، ۱۹۵۸، ۱۹۶۰، ۱۹۶۱، ۱۹۶۶، ۱۹۷۵، ۱۹۹۶، ۱۹۹۹، ۲۰۰۱، ۲۰۱۴، ۲۰۲۳                                                                   |
| ناپولی      | ۱۰    | ۱۹۶۲، ۱۹۷۲، ۱۹۷۶، ۱۹۷۸، ۱۹۸۷، ۱۹۸۹، ۱۹۹۷، ۲۰۱۲، ۲۰۱۴، ۲۰۲۰                                                                         |
| لاتزیو      | ۱۰    | ۱۹۵۸، ۱۹۶۱، ۱۹۹۸، ۲۰۰۰، ۲۰۰۴، ۲۰۰۹، ۲۰۱۳، ۲۰۱۵، ۲۰۱۷، ۲۰۱۹                                                                         |
| سمپدوریا    | ۷     | ۱۹۸۵، ۱۹۸۶، ۱۹۸۸، ۱۹۸۹، ۱۹۹۱، ۱۹۹۴، ۲۰۰۹                                                                                           |
| آتالانتا    | ۶     | ۱۹۶۳، ۱۹۸۷، ۱۹۹۶، ۲۰۱۹، ۲۰۲۱، ۲۰۲۴                                                                                                 |
| پارما       | ۵     | ۱۹۹۲، ۱۹۹۵، ۱۹۹۹، ۲۰۰۱، ۲۰۰۲ |
| بولونیا     | ۳     | ۱۹۷۰، ۱۹۷۴، ۲۰۲۵ |
| هلاس ورونا  | ۳     | ۱۹۷۶، ۱۹۸۳، ۱۹۸۴ |
| پالرمو      | ۳     | ۱۹۷۴، ۱۹۷۹، ۲۰۱۱ |
| جنوا        | ۲     | ۱۹۳۷، ۱۹۴۰ |
| ونتزیا      | ۲     | ۱۹۴۱، ۱۹۴۳ |
| آلساندریا   | ۱     | ۱۹۳۶ |
| نووارا      | ۱     | ۱۹۳۹ |
| اسپال       | ۱     | ۱۹۶۲ |
| کاتانزارو   | ۱     | ۱۹۶۶ |
| پادوا       | ۱     | ۱۹۶۷ |
| کالیاری     | ۱     | ۱۹۶۹ |
| آنکونا      | ۱     | ۱۹۹۴ |
| ویچنزا      | ۱     | ۱۹۹۷ |
| اودینزه     | ۱     | ۱۹۲۲ |
| وادو        | ۱     | ۱۹۲۲ |
| مجموع       | ۱۵۲   | |

### نیمه نهایی
| باشگاه           | تعداد | سال‌ها |
| ---------------- | ----- | --- |
| یوونتوس          | ۳۶    | ۱۹۳۸، ۱۹۴۰، ۱۹۴۲، ۱۹۵۸، ۱۹۵۹، ۱۹۶۰، ۱۹۶۱، ۱۹۶۲، ۱۹۶۴، ۱۹۶۵، ۱۹۶۶، ۱۹۶۷، ۱۹۷۹، ۱۹۸۰، ۱۹۸۱، ۱۹۸۳، ۱۹۸۸، ۱۹۹۰، ۱۹۹۲، ۱۹۹۳، ۱۹۹۵، ۱۹۹۸، ۲۰۰۲، ۲۰۰۴، ۲۰۰۹، ۲۰۱۲، ۲۰۱۳، ۲۰۱۶٬۲۰۱۵، ۲۰۱۷، ۲۰۱۸، ۲۰۲۰، ۲۰۲۱، ۲۰۲۲، ۲۰۲۳، ۲۰۲۴ |
| اینتر میلان      | ۳۰    | ۱۹۳۷، ۱۹۳۸، ۱۹۳۹، ۱۹۵۹، ۱۹۶۵، ۱۹۶۶، ۱۹۶۷، ۱۹۸۲، ۱۹۸۳، ۱۹۸۵، ۱۹۸۸، ۱۹۹۶، ۱۹۹۷، ۱۹۹۹، ۲۰۰۰، ۲۰۰۴، ۲۰۰۵، ۲۰۰۶، ۲۰۰۷، ۲۰۰۸، ۲۰۰۹، ۲۰۱۰، ۲۰۱۱، ۲۰۱۳، ۲۰۱۶، ۲۰۲۰، ۲۰۲۱، ۲۰۲۲، ۲۰۲۳، ۲۰۲۵                                    |
| آ.ث. میلان       | ۲۵    | ۱۹۳۶، ۱۹۳۷، ۱۹۳۸، ۱۹۳۹، ۱۹۴۲، ۱۹۶۷، ۱۹۸۵، ۱۹۹۰، ۱۹۹۱، ۱۹۹۲، ۱۹۹۳، ۱۹۹۸، ۲۰۰۱، ۲۰۰۲، ۲۰۰۳، ۲۰۰۴، ۲۰۰۷، ۲۰۱۱، ۲۰۱۲، ۲۰۱۶، ۲۰۱۸، ۲۰۱۹، ۲۰۲۰، ۲۰۲۲، ۲۰۲۵                                                                  |
| آ.اس. رم         | ۲۲    | ۱۹۳۷، ۱۹۴۱، ۱۹۴۳، ۱۹۶۴، ۱۹۶۵، ۱۹۸۰، ۱۹۸۱، ۱۹۸۴، ۱۹۸۶، ۱۹۹۰، ۱۹۹۱، ۱۹۹۳، ۲۰۰۳، ۲۰۰۵، ۲۰۰۶، ۲۰۰۷، ۲۰۰۸، ۲۰۱۰، ۲۰۱۱، ۲۰۱۳، ۲۰۱۴، ۲۰۱۷                                                                                    |
| فیورنتینا        | ۱۸    | ۱۹۳۶، ۱۹۴۰، ۱۹۵۸، ۱۹۶۰، ۱۹۶۱، ۱۹۶۴، ۱۹۶۶، ۱۹۸۵، ۱۹۸۶، ۱۹۹۶، ۱۹۹۹، ۲۰۰۱، ۲۰۱۰، ۲۰۱۴، ۲۰۱۹، ۲۰۲۲، ۲۰۲۳، ۲۰۲۴ |
| لاتزیو           | ۱۷    | ۱۹۴۱، ۱۹۵۸، ۱۹۶۰، ۱۹۶۱، ۱۹۹۵، ۱۹۹۸، ۲۰۰۰، ۲۰۰۳، ۲۰۰۴، ۲۰۰۸، ۲۰۰۹، ۲۰۱۳، ۲۰۱۵، ۲۰۱۷، ۲۰۱۸، ۲۰۱۹، ۲۰۲۴ |
| تورینو           | ۱۷    | ۱۹۳۶، ۱۹۳۸، ۱۹۴۱، ۱۹۴۳، ۱۹۶۰، ۱۹۶۱، ۱۹۶۳، ۱۹۶۴، ۱۹۶۵، ۱۹۸۰، ۱۹۸۱، ۱۹۸۲، ۱۹۸۳، ۱۹۸۴، ۱۹۸۸، ۱۹۹۳، ۱۹۹۴ |
| ناپولی           | ۱۲    | ۱۹۶۲، ۱۹۷۹، ۱۹۸۷، ۱۹۸۹، ۱۹۹۰، ۱۹۹۱، ۱۹۹۷، ۲۰۱۲، ۲۰۱۴، ۲۰۱۷، ۲۰۲۰، ۲۰۲۱ |
| سمپدوریا         | ۱۰    | ۱۹۸۲، ۱۹۸۵، ۱۹۸۶، ۱۹۸۸، ۱۹۸۹، ۱۹۹۱، ۱۹۹۲، ۱۹۹۴، ۲۰۰۷، ۲۰۰۹ |
| آتالانتا         | ۸     | ۱۹۶۳، ۱۹۸۷، ۱۹۸۹، ۱۹۹۶، ۲۰۱۸، ۲۰۱۹، ۲۰۲۱، ۲۰۲۴ |
| پارما            | ۷     | ۱۹۹۲، ۱۹۹۴، ۱۹۹۵، ۱۹۹۸، ۱۹۹۹، ۲۰۰۱، ۲۰۰۲ |
| بولونیا          | ۶     | ۱۹۵۸، ۱۹۸۱، ۱۹۹۶، ۱۹۹۷، ۱۹۹۹، ۲۰۲۵ |
| اودینزه          | ۶     | ۱۹۲۲، ۲۰۰۱، ۲۰۰۵، ۲۰۰۶، ۲۰۱۰، ۲۰۱۴ |
| جنوا             | ۵     | ۱۹۳۷، ۱۹۳۹، ۱۹۴۰، ۱۹۴۳، ۱۹۵۹ |
| ونتزیا           | ۵     | ۱۹۴۱، ۱۹۴۲، ۱۹۴۳، ۱۹۵۹، ۲۰۰۰ |
| کالیاری          | ۳     | ۱۹۸۷، ۲۰۰۰، ۲۰۰۵ |
| هلاس ورونا       | ۳     | ۱۹۶۳، ۱۹۸۳، ۱۹۸۴ |
| پالرمو           | ۳     | ۱۹۷۹، ۲۰۰۶، ۲۰۱۱ |
| کاتانزارو        | ۳     | ۱۹۶۶، ۱۹۷۹، ۱۹۸۲ |
| باری             | ۳     | ۱۹۴۰، ۱۹۶۳، ۱۹۸۴ |
| کرمونزه          | ۲     | ۱۹۸۷، ۲۰۲۳ |
| فوجا             | ۲     | ۱۹۶۹، ۱۹۹۵ |
| الساندریا        | ۲     | ۱۹۳۶، ۲۰۱۶ |
| نووارا           | ۱     | ۱۹۳۹ |
| پیزا             | ۱     | ۱۹۸۹ |
| مودنا            | ۱     | ۱۹۴۲ |
| اسپال            | ۱     | ۱۹۶۲ |
| منتووا           | ۱     | ۱۹۶۲ |
| پادوا            | ۱     | ۱۹۶۷ |
| ترنانا           | ۱     | ۱۹۸۰ |
| کومو             | ۱     | ۱۹۸۶ |
| آنکونا           | ۱     | ۱۹۹۴ |
| ویچنزا           | ۱     | ۱۹۹۷ |
| برشا             | ۱     | ۲۰۰۲ |
| پروجا            | ۱     | ۲۰۰۳ |
| کاتانیا          | ۱     | ۲۰۰۸ |
| وادو             | ۱     | ۱۹۲۲ |
| Libertas Firenze | ۱     | ۱۹۲۲ |
| Lucchese         | ۱     | ۱۹۲۲ |
| سیه نا           | ۱     | ۲۰۱۲ |
| امپولی           | ۱     | ۲۰۲۵ |
| مجموع            | ۲۶۳   | |

### پر افتخارترین‌ها
| باشگاه      | تعداد قهرمانی | تعداد نایب قهرمانی | تعداد شکست در نیمه نهایی |
| ----------- | ------------- | ------------------ | ------------------------ |
| یوونتوس     | ۱۵            | ۷                  | ۱۵                       |
| آ.اس. رم    | ۹             | ۸                  | ۵                        |
| اینتر میلان | ۹             | ۶                  | ۱۶                       |
| لاتزیو      | ۷             | ۳                  | ۶                        |
| فیورنتینا   | ۶             | ۵                  | ۹                        |
| ناپولی      | ۶             | ۴                  | ۵                        |
| آ.ث. میلان  | ۵             | ۱۰                 | ۱۶                       |
| تورینو      | ۵             | ۸                  | ۵                        |
| سمپدوریا    | ۴             | ۳                  | ۳                        |
| پارما       | ۳             | ۲                  | ۲                        |
| بولونیا     | ۳             | ۰                  | ۴                        |
| آتالانتا    | ۱             | ۵                  | ۲                        |
| جنوا        | ۱             | ۱                  | ۳                        |
| ونتزیا      | ۱             | ۱                  | ۳                        |
| ویچنزا      | ۱             | ۰                  | ۰                        |
| وادو        | ۱             | ۰                  | ۰                        |